# Adria Alimentos do Brasil
Adria Alimentos foi uma empresa brasileira do setor alimentício, destacou-se pela produção de massas.

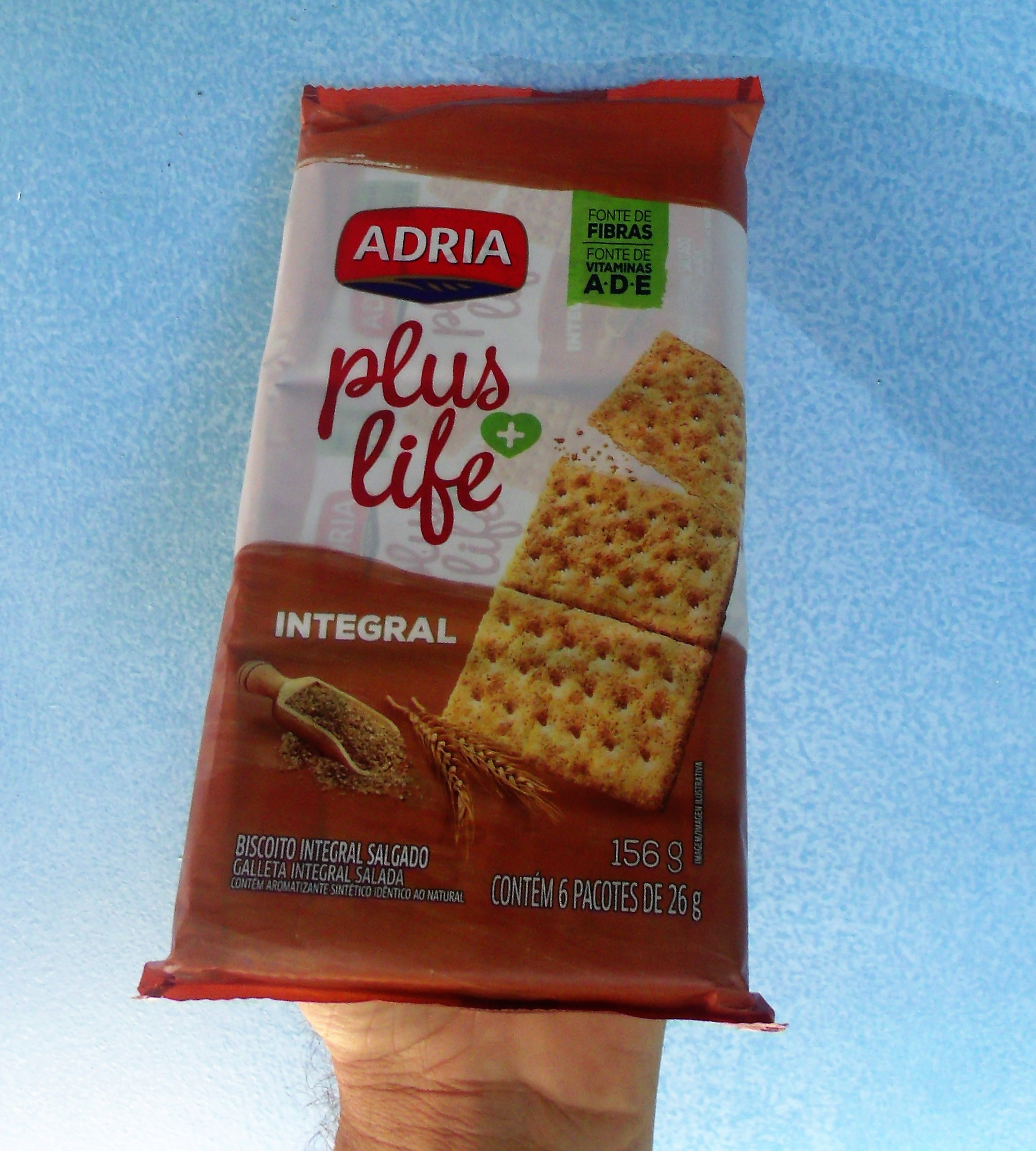
Biscoito alimentar da Adria.

## História
Foi criada em 1951 no bairro São Geraldo, na cidade de Porto Alegre, Rio Grande do Sul por uma família de imigrantes italianos.
Em 1976, a empresa veio a público informar que os testes realizados pelo Ministério da Saúde que apontavam para a contaminação de suas massas era verdadeiro. Na ocasião foram identificadas a existência de fungos e bactérias, nas amostras de massas, que podiam inclusive provocar câncer. A empresa procurou recolher os produtos em circulação.
Em 1994, a marca foi vendida a empresa norte-americana Quaker Oats Company, antes pertencia a também norte-americana Borden. Mais tarde, a Quaker seria vendida a PepsiCo em 2001.
Em 1999, foi vendida pelo grupo argentino Sociedad Macri (Socma) de propriedade da família do empresário Francisco Macri. Antes de comprar a Adria, o grupo já adquiriu a Basilar, uma indústria de massas alimentícias da cidade de Jaboticabal, no interior paulista em 1996, a Isabela, outra indústria do mesmo setor localizada na Região Sul do Brasil em 1997 e a Zabet, indústria de biscoitos atuante na Região Sudeste do Brasil, mais especificamente em São Paulo, Rio de Janeiro e vários estados da Região Nordeste do Brasil no mesmo ano. As quatro empresas foram fundidas em 2001, quando foram então reunidas sob a Adria Alimentos do Brasil, que, a partir de então, tornara-se possuidora de três marcas líderes regionais, ou seja, a Basilar, a Isabela e a Zabet, e outra com significativa projeção no cenário nacional, no caso, a Adria. 
Em 2003, foi adquirida pelo Grupo M. Dias Branco, o que permitiu ao grupo assumir a liderança na produção de biscoitos e massas na América Latina. Em março de 2012, a M. Dias Branco incorporou a controlada Adria Alimentos do Brasil, assumindo, na ocasião, todas as unidades industriais, unidades comerciais, marcas e empregados da mesma, sucedendo-a em todos os direitos e obrigações. A empresa Adria Alimentos do Brasil foi, então, extinta.